# アイスバイル

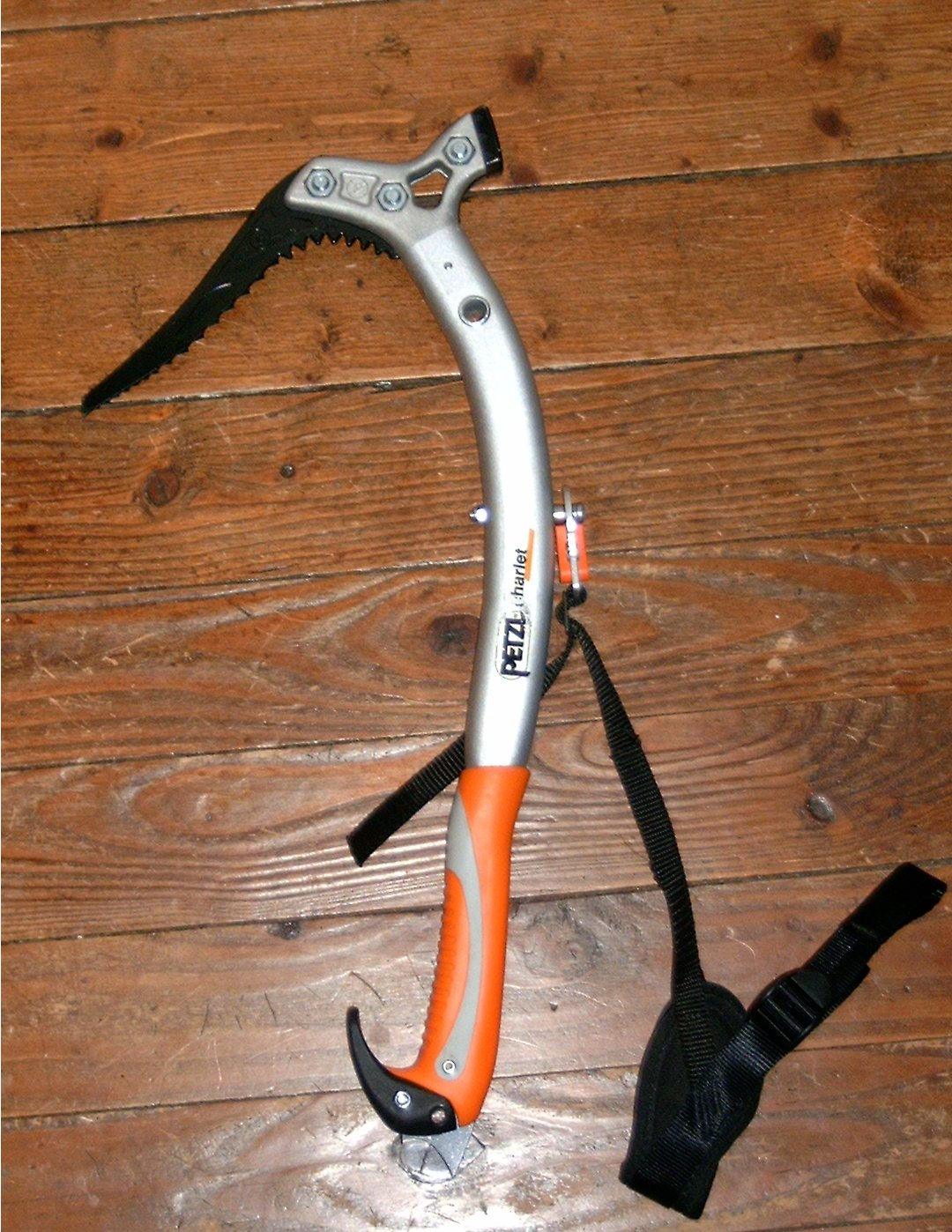
金槌を打つ部分があるアイスバイル

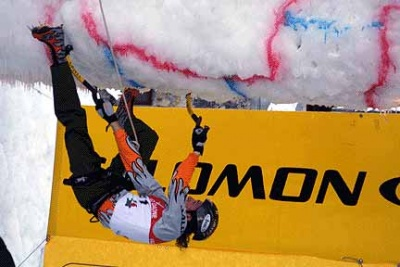
2007年のイタリア、ヴァルダオーネのアイスクライミング大会での使用例

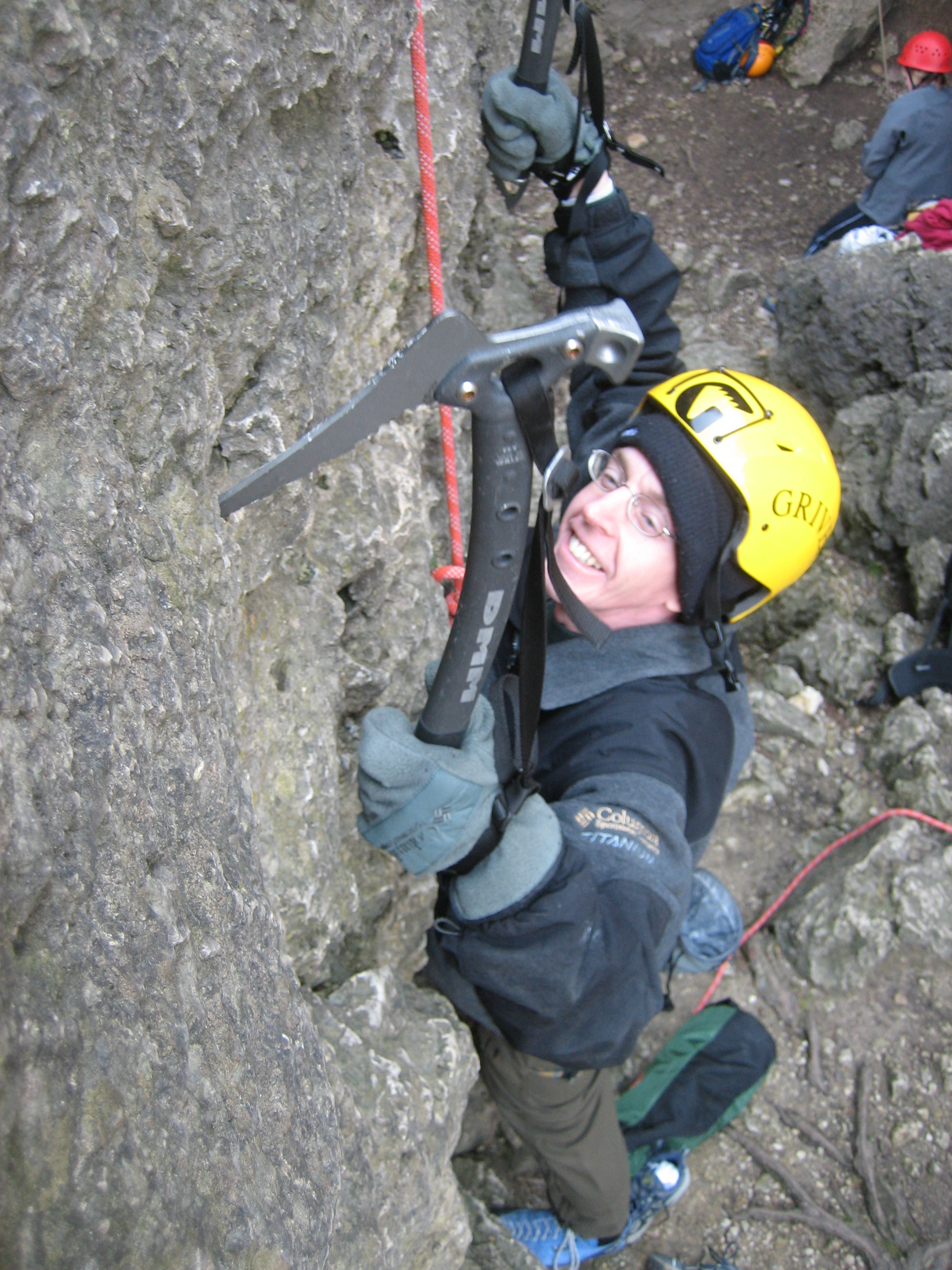
岩肌での使用例

アイスバイル（ドイツ語:Eisbeil ）は、氷壁登攀に使うためピッケルから派生し、アイスハーケンを氷壁に打ち込むために使われる金槌状の道具である。アイスアックス、テクニカルアックスと呼ばれる場合がある。

## 歴史
通常の登攀ルートが登り尽くされてしまうと、尖鋭的な登山者はより困難を求め、以前到底登高ルートとしては考えられなかった氷壁等を登るようになり、このため2本のピッケルを交互に振りかぶって氷に突き刺して登る「ピオレ・トラクション」という技法が発達した。この場合当初は「ダブル・アックス」の文字通り2本のピッケルを持ち、それと別にハーケンを打ち込むためのロックハンマーを携帯していたのだが、ハンマーとピッケルを両方持つよりは、片方のピッケルの代わりにピックと石突があるハンマーの方が良いということから考案された。
最初の製品は1930年代にオーストリアのフルプメス地方の鍛冶組合がフルプメスブランドで製作したものである。まだ氷壁用のアイスハーケンはなく、氷の張った岩壁では先ずピッケルで氷を砕き、次にハンマーに持ち替えてハーケンを打つというのが通常だった時代に、このアイスバイルはわざわざ持ち替えなくてもよかったから、ヨーロッパアルプスでの岩壁登り用に誕生したのである。石突は中途の雪田なども考えれば当然あった方がよく、要するにいよいよ岩場となればアイスバイル一本で登るというスタイルになった。つまりアプローチには雪などなく、氷のついた岩壁を登ることを想定して使用するには、この一本で事足りるという考えである。
一般的なアイスバイルの長さは40-50cmと、現在のアイスハンマーと比べ長さが長く、ピッケルと比べれば短いというのが主流であるが、現在では更に短いものが出てきている。石突もついているから雪面でも対応できるということで、むしろピッケルに比べて応用できる範囲は広そうだが、実際には天候の急変によってすぐに雪となるようなヨーロッパのアルプスでは、アプローチまで考えるとその需要は特化された物だけに生産数も少なかった。このアイスバイルが日本で注目を浴びたのは、1960年代末期に谷川岳を中心とした氷壁登攀が流行してからで、アメリカのイヴォン・シュイナードによってピッケルとアイスバイルの二本のピックを突き刺して登るダブルアックスといわれるテクニックが考案されてからである。しかし氷壁だけでなく、夏の北アルプスなどでは岩登り帰りのグリセードのために、ピッケルやハンマーは持たずにアイスバイル一本で過ごす方が賢明で、また沢登りでも草付きや雪渓の対処に非常に有効であり、もっと積極的に使用されてしかるべき道具の一つである。近年のダブルアックス技術によるアイスクライミングで使う物はそれ専用のピッケル同様、シャフトはジュラルミンとなって軽量化され、短くなってピック側に曲がり、ピックの部分も下方に曲がり、ピックの刃が鋭く研磨されているという傾向を持つようになった。